# Mathias Renz
Mathias Renz (* 1. Dezember 1969) ist ein deutscher Unternehmer, Wirtschaftsjournalist und PR-Berater.

## Leben
Die berufliche Laufbahn von Renz startete 1986 mit einer Ausbildung zum Industriekaufmann bei einem Industrieunternehmen aus dem Mittelstand. Bei seinem Studium der Betriebswirtschaftslehre an der Universität Augsburg waren Investition und Finanzierung sowie Wirtschaftsprüfung und Controlling seine Schwerpunkte. Im Anschluss arbeitete er für den Schuh- und Outdoorbedarfhersteller The Timberland Company und den Radiosender Antenne Bayern.
Ende der 1990er Jahre war er einer der Mitgründer von Beachminton. Die entsprechende Marke wurde von ihm und seinen Mitstreitern Stephan und Thomas Heinle sowie Jürgen Cloos im September 1997 in den Nizza-Klassen 28 und 41 angemeldet. Die damalige Trendsportart wurde 1998 – und laut Horizont auch 1999 –  auf der ISPO präsentiert. Auch eine Deutsche Meisterschaft wurde in Geretsried ausgerichtet.
Das dazugehörige Unternehmen Beachminton existierte in verschiedenen Rechtsformen als GbR, OHG und AG. Renz führte es drei Jahre als geschäftsführender Gesellschafter, bei der Inkarnation als Aktiengesellschaft saß er als Mitgesellschafter im Aufsichtsrat. Seit 2012 liegen die Markenrechte an Beachminton bei der in Wolfratshausen ansässigen MTS Sportartikel Vertriebs GmbH.
Nach seinem Ausstieg bei Beachminton stieg Renz im 2000 als Redakteur bei dem Fachverlag GoingPublic Media ein. Dort war er später als Nachfolger von Karim Serrar und Vorgänger von Andreas Uhde von Ausgabe 9/2005 bis Ausgabe 6/2006 Redaktionsleiter des VentureCapital Magazins. Seit spätestens 2011 steuert er als Verlagsleiter vorrangig die kaufmännischen Aspekte des Magazins. Im vierten Quartal 2016 wurde Renz zusätzlich in den Vorstand des Verlags berufen. Dort verantwortet er u. a. die Zentralbereiche Personal und Herstellung  sowie inhaltlich den Teilbereich Venture Capital/Private Equity.
Daneben ist Renz seit geraumer Zeit auch als PR-Berater tätig und bietet über sein Redaktionsbüro MRPR verschiedene Dienstleistungen an.

## Sonstiges
Renz gehört dem Geretsrieder Sportverein TUS Geretsried an und ist dort insbesondere in der Badminton-Akteilung aktiv. So spielte er in der Saison 1999/2000 in der viertklassigen Bayernliga und in der Saison 2010/2011 in der sechstklassigen Bezirksliga. Darüber hinaus gehört er als Projektleiter dem Vereinsvorstand in der Amtsperiode 2014–2019 an.
Für den ebenfalls in Geretsried ansässigen Fußballverein DJK Waldram ist er gelegentlich als Moderator tätig, so auch beim Benefizspiel gegen TSV 1860 München.
Renz ist verheiratet und hat zwei Kinder.